# Kîianka, Novohrad-Volînskîi
Kîianka (în ucraineană Киянка) este o comună în raionul Novohrad-Volînskîi, regiunea Jîtomîr, Ucraina, formată numai din satul de reședință.

## Demografie
Componența lingvistică a comunei Kîianka
     Ucraineană (99,12%)
     Alte limbi (0,88%)
Conform recensământului din 2001, majoritatea populației comunei Kîianka era vorbitoare de ucraineană (99,12%), existând în minoritate și vorbitori de alte limbi.